# Malcolm & Marie
Malcolm & Marie ist ein Beziehungsdrama von Sam Levinson, das am 5. Februar 2021 in das Angebot von Netflix aufgenommen wurde.

## Handlung
Der Filmemacher Malcolm kehrt mit seiner Freundin Marie von der Premiere seines neuen, gefeierten Films nach Hause zurück. Er geht davon aus, dass sein Film ein großer kommerzieller Erfolg und Kritikerhit werden wird. Als sie am Abend über ihre früheren Beziehungen reden und sie hierbei Dinge von dem jeweils anderen erfahren, von denen sie nichts wussten, wird ihre Liebe auf eine harte Probe gestellt.

## Produktion

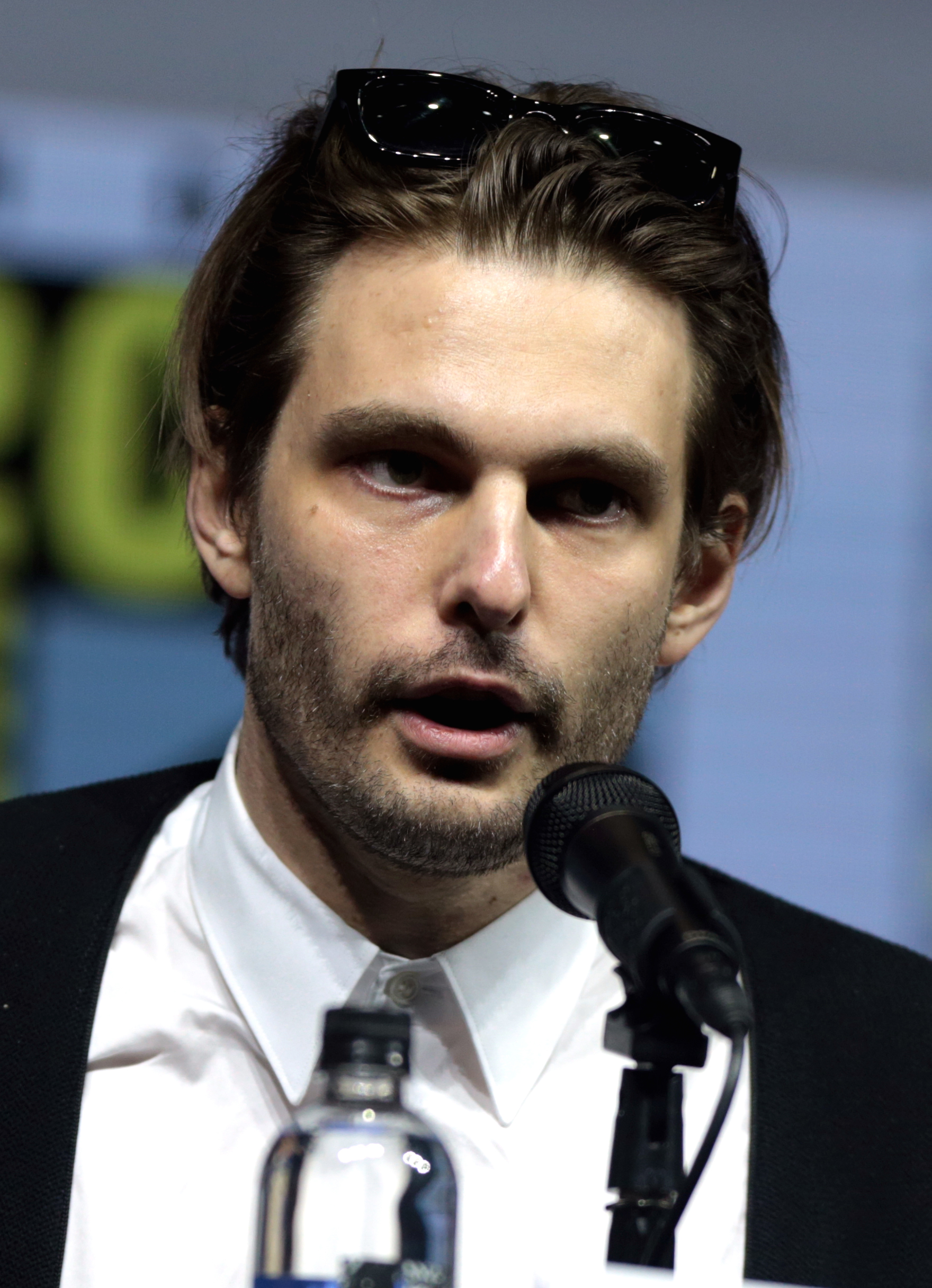
Regisseur Sam Levinson

Regie führte Sam Levinson, der auch das Drehbuch schrieb.
John David Washington und Zendaya sind in dem als Kammerspiel angelegten Film in den Titelrollen von Malcolm und Marie zu sehen.
Die Dreharbeiten fanden von 17. Juni bis 2. Juli 2020 im Caterpillar House in Kalifornien statt und damit zur Zeit des Coronavirus-Pandemie-bedingten Lockdowns. Die Glasarchitektur in Carmel auf den Hügeln des Santa Lucia Preserve ist durch einen offenen Raum mit einer starken Verbindung zwischen Innen- und Außenbereichen gekennzeichnet und ermöglicht eine natürliche Belüftung. Als Kameramann fungierte Marcell Rév, der Malcolm & Marie in Schwarzweiß auf 35-mm-Film drehte. Mit ihm arbeitete Levinson bereits für Assassination Nation und  Euphoria zusammen.
Die Filmmusik steuerte der britische Dance-/Grime-Sänger, Rapper und R&B-Musiker Labrinth bei. Mit ihm arbeitete Levinson bereits für Euphoria zusammen. 
Anfang Januar 2021 stellte Netflix den ersten Trailer vor. Am 5. Februar 2021 nahm der Streamingdienst den Film in sein Programm auf. Die Premiere erfolgte bereits am 8. Januar 2021 im Rahmen eines Special Screenings des American Film Institute.

## Synchronisation
Die deutsche Synchronisation entstand unter dem Dialogbuch sowie der Dialogregie von Marius Clarén durch die Synchronfirma Interopa Film GmbH in Berlin.

## Rezeption

### Altersfreigabe
In den USA erhielt der Film von der MPAA ein R-Rating, was einer Freigabe ab 17 Jahren entspricht.

### Kritiken
Insgesamt stieß der Film bei den Kritikern auf geteiltes Echo.

### Auszeichnungen
Black Reel Awards 2021
- Auszeichnung für die Beste Kamera (Marcell Rév)
- Nominierung als Beste Hauptdarstellerin (Zendaya)
- Nominierung als Beste Nachwuchsdarstellerin (Zendaya)[12][13]

Critics’ Choice Movie Awards 2021
- Nominierung als Beste Hauptdarstellerin (Zendaya)[14]

MTV Movie & TV Awards 2021
- Nominierung für die Beste Schauspielleistung in einem Film (Zendaya)[15]

Women in Film Awards 2021
- Auszeichnung mit dem Crystal Award (Ashley Levinson)
- Auszeichnung mit dem Crystal Award (Zendaya)